# Oropa

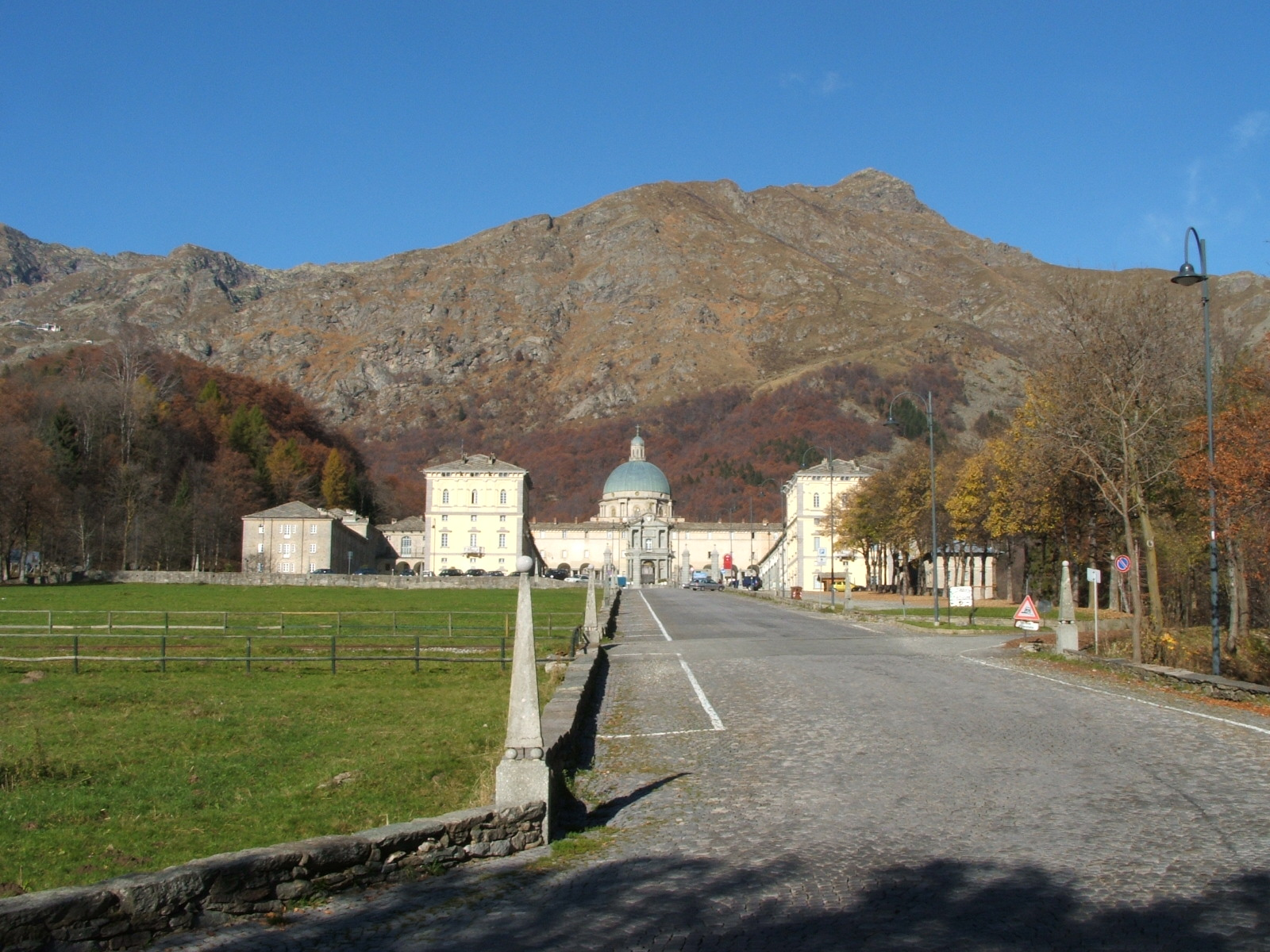
Oropa (2005)

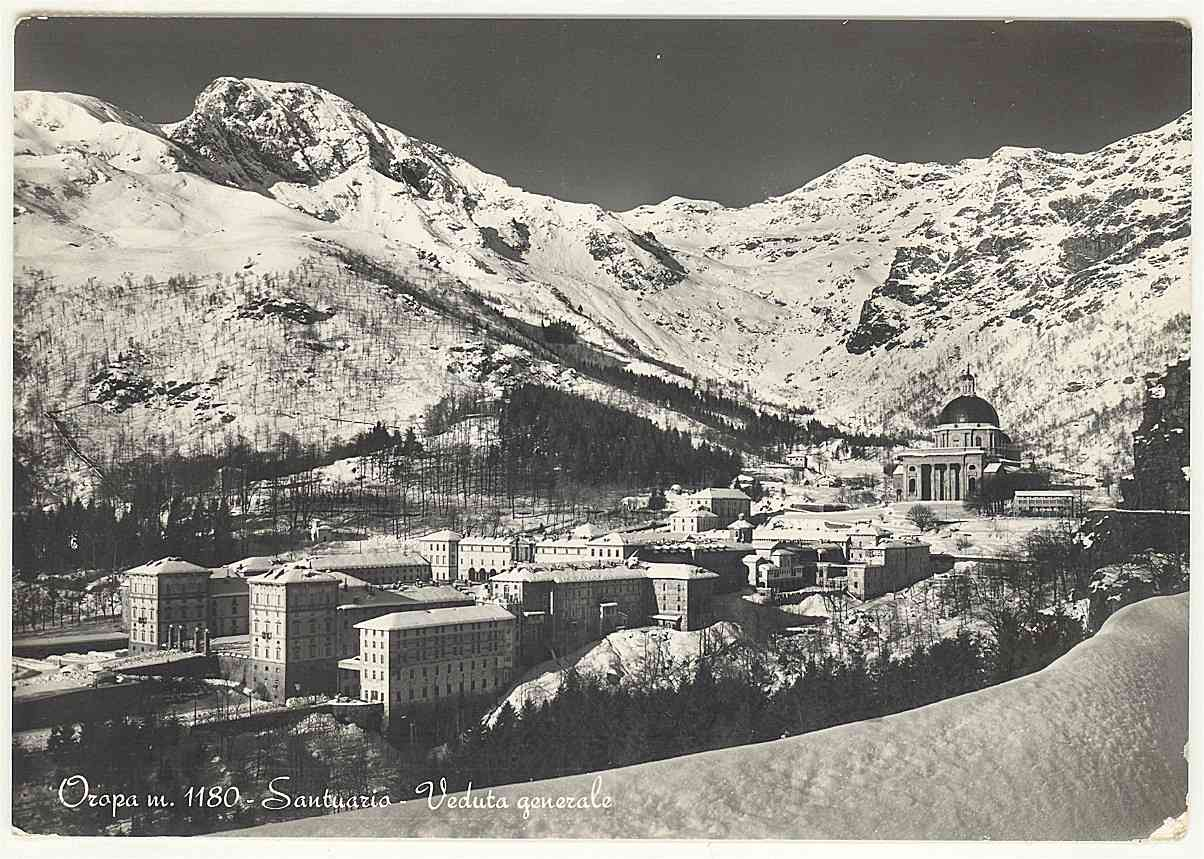
Oropa (1953)

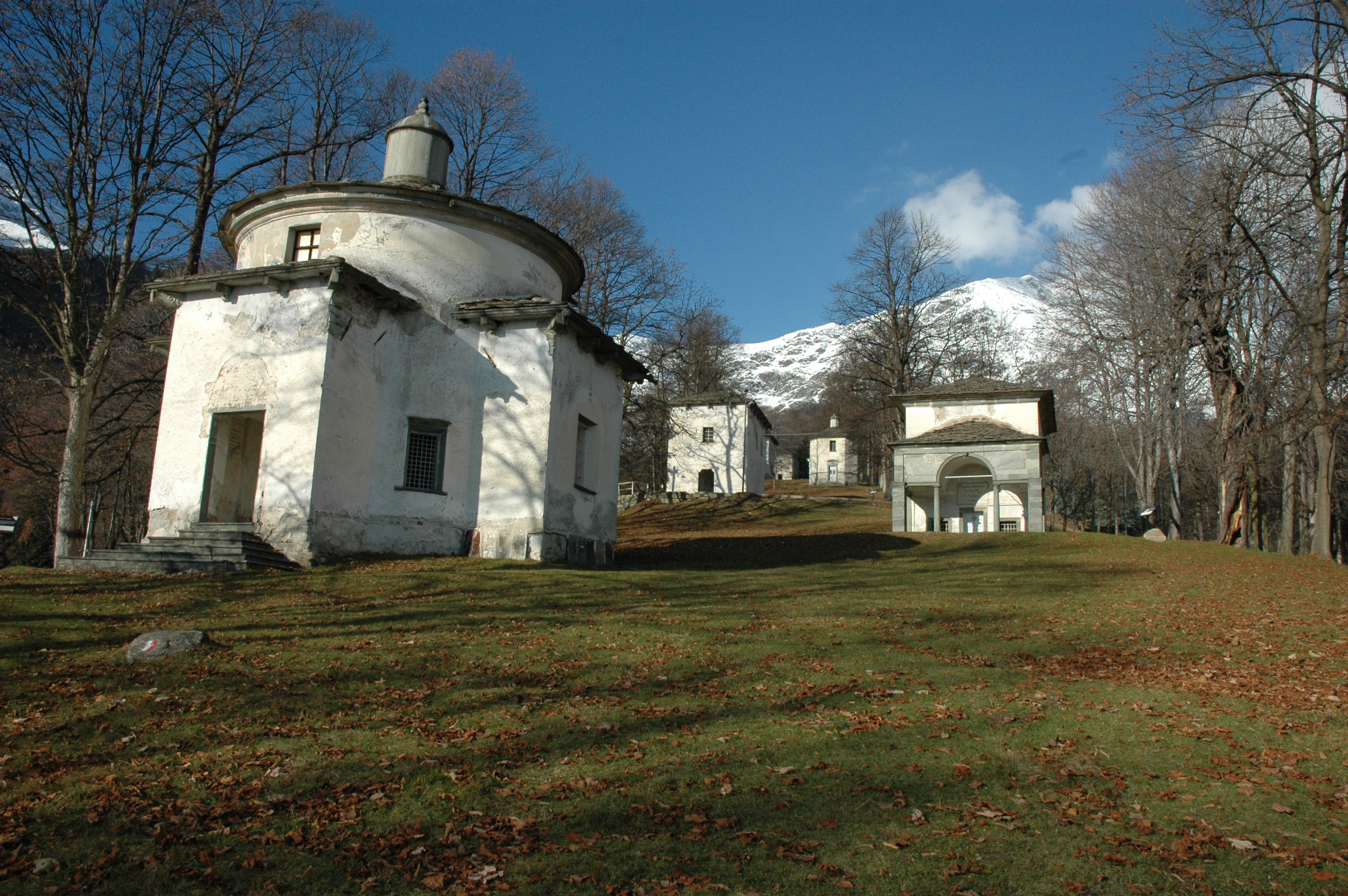
Kapellen auf dem Sacro Monte

Oropa ist ein Ortsteil der italienischen Stadt Biella.

## Geografie
Der Ort liegt etwa zwölf Kilometer nordwestlich der Stadt Biella in einem Tal, das vom Torrente Oropa durchflossen wird. Eine kurvenreiche Straße führt von Biella über Favaro zu dem auf ca. 1150 m s.l.m. gelegenen Ort hinauf. Im Jahre 2005 richtete die Region Piemont das Riserva Speciale del Sacro Monte di Oropa (Sondernaturschutzgebiet des Sacro Monte von Oropa) ein, das das gesamte Becken von Oropa bis hinauf zur Grenze mit dem Aostatal umfasst.

## Wallfahrtsort
Bekannt ist Oropa als katholischer Wallfahrtsort, der wahrscheinlich an der Stelle eines vorchristlichen Kultusortes entstand. Der Überlieferung nach geht die Wallfahrt nach Oropa auf den hl. Eusebius, Bischof von Vercelli, zurück. Der heutige Wallfahrtsort besteht aus der alten Wallfahrtskirche, in der die gotische Statue der Schwarzen Madonna aus der ersten Hälfte des 14. Jahrhunderts verehrt wird, dem Heiligen Berg, der im 17. Jahrhundert angelegt wurde und seit 2003 zusammen mit weiteren acht Sacri Monti im Piemont und der Lombardei zum italienischen UNESCO-Welterbe gehört und der neuen Basilika, die 1960 eingeweiht wurde.

## Infrastruktur
In Oropa gibt es für die Pilger diverse Möglichkeiten für Verpflegung und Unterkunft. Es besteht seit 1998 ein botanischer Garten und seit 2012 ein Abenteuerpark.
Im Jahre 1926 wurde die erste Luftseilbahn von Oropa auf die Anhöhe zwischen Monte Camino (2388 m s.l.m.) und Monte Mucrone (2335 m) erbaut. 1962 wurde die Seilbahn parallel zur alten Strecke neu erbaut und 2001 komplett überholt. Bei der Bergstation auf ca. 1810 m Höhe stehen zwei Berghäuser, das Rifugio Savoia und das Rifugio Rosazza. Von der Station aus führt ein Wanderweg zum südwestlich gelegenen Lago del Mucrone (1894 m).
Seit 1874 gibt es in Oropa ein meteorologisches und seismographisches Observatorium. Es wurde von Francesco Denza (1834–1894), einem Pater der Barnabiten aus Neapel, gegründet.
Am 4. Juli 1911, nur zwei Jahre nach dem Beginn der Bauarbeiten, wurde die elektrische Schmalspurtrambahn (Tranvia Biella-Oropa) eröffnet. Sie hatte eine Länge von ca. 14 km und überwand einen Höhenunterschied von ca. 800 m. Die Bahn absolvierte ihre letzte Fahrt am 29. März 1958 und wurde dann durch eine Buslinie ersetzt. Spätestens seit 2020 bemüht sich der Verein der Freunde der Bahnstrecke Biella-Oropa zu erreichen, dass die Bahnstrecke wieder in Betrieb genommen beziehungsweise neu gebaut wird.

## Radsport
Der Giro d’Italia hielt erstmals im Jahr 1963 eine Bergankunft in Oropa ab. Die 130 Kilometer lange 11. Etappe, die in Asti gestartet worden war, gewann der Italiener Vito Taccone. Nach 30 Jahren kehrte die Italien-Rundfahrt im Jahr 1993 am vorletzten Etappentag nach Oropa zurück, wo es im Schlussanstieg zum Duell zwischen dem Gesamtführenden Miguel Indurain und dem Letten Piotr Ugrumov kam. Während sich Massimo Ghirotto den Etappensieg aus der Ausreißergruppe sicherte, setzte sich Ugrumov frühzeitig von Miguel Indurain ab, konnte jedoch schlussendlich nur rund eine halbe Minute herausfahren, womit Indurain die Maglia Rosa behielt und einen Tag später als Gesamtsieger in Mailand einfuhr.
Die wohl bekannteste Begebenheiten von Oropa ereignete sich im Jahr 1999 als Marco Pantani im Rosa Trikot liegend aufgrund eines Defekts vor dem Schlussanstieg aus dem Hauptfeld fiel. Der Italiener startete daraufhin eine beeindruckende Aufholjagd und überholte 49 Fahrer innerhalb von nur sechs Kilometern, ehe er auch zum führenden Laurent Jalabert aufschloss. Nachdem er auch den Franzosen abgehängt hatte, überquerte er, ohne zu jubeln als erster Fahrer die Ziellinie. In einem Interview meinte er später, er hätte gedacht, dass er nicht alle Fahrer eingeholt hatte. Mit dem Tagessieg baute Marco Pantani seine Führung in der Gesamtwertung weiter aus und sah nach den nachfolgenden Bergetappen bereits wie der sichere Sieger aus, ehe er einen Tag vor dem Ende der Rundfahrt wegen eines zu hohen Hämatokritwerts vom Rennen ausgeschlossen wurde.
Im Jahr 2007 führte erstmals ein Bergzeitfahren zu der Wallfahrtskirche. Auf der 13 Kilometer langen Strecke, die in Biella gestartet wurde, setzte sich der Italiener Marzio Bruseghin mit einer Sekunde vor seinem Landsmann Leonardo Piepoli durch. Danilo Di Luca verteidigte damals als Dritter die Gesamtführung. Im Jahr 2014 setzte sich Enrico Battaglin aus einer Ausreißergruppe durch, während Nairo Quintana im Kampf um das Rosa Trikot Zeit auf den gesamtführenden Rigoberto Urán herausfuhr. Bei der 100. Austragung der Italien-Rundfahrt musste sich der Kolumbianer jedoch dem Niederländer Tom Dumoulin geschlagen geben, der die Bergankunft im Rosa Trikot gewann und später auch als Gesamtsieger der Rundfahrt hervorgehen sollte.
Beim Giro d’Italia 2024 fand die Bergankunft in Oropa bereits auf der 2. Etappe statt und galt wie bei den vorangegangenen Austragungen als Bergwertung der 1. Kategorie. Den Etappensieg sicherte sich der Tadej Pogačar, der zugleich die Maglia Rosa übernahm. Am Fuße des Anstiegs war der Slowene aufgrund eines Vorderradschadens aus dem Hauptfeld zurückgefallen, konnte jedoch recht bald wieder zu den anderen Gesamtklassement-Fahrern aufschließen, ehe er rund vier Kilometer vor dem Ziel angriff.
| Jahr | Etappe     | Bergwertung  | Fahrer           |
| ---- | ---------- | ------------ | ---------------- |
| 1963 | 11. Etappe | GPM          | Vito Taccone     |
| 1993 | 20. Etappe | GPM          | Massimo Ghirotto |
| 1999 | 15. Etappe | GPM          | Marco Pantani    |
| 2007 | 13. Etappe | 1. Kategorie | Marzio Bruseghin |
| 2014 | 14. Etappe | 1. Kategorie | Enrico Battaglin |
| 2017 | 14. Etappe | 1. Kategorie | Tom Dumoulin     |
| 2024 | 2. Etappe  | 1. Kategorie | Tadej Pogačar    |

Im Jahr 2019 ging das italienische Eintagesrennen Gran Piemonte mit einer Bergankunft in Oropa zu Ende. Den Sieg sicherte sich der Kolumbianer Egan Bernal. Zwischen 1921 und 1997 führte ein Bergrennen von Biella auf den Gipfel, das bis 1988 zur Europa-Bergmeisterschaft zählte. Danach wurde es in der italienischen Meisterschaft gewertet. 2010 wurde die Veranstaltung wiederbelebt und als nicht gezeitete Fahrt durchgeführt.